# Cuyamungue
Cuyamungue és una concentració de població designada pel cens dels Estats Units a l'estat de Nou Mèxic. Segons el cens del 2000 tenia 421 habitants.

## Demografia
Segons el cens del 2000, Cuyamungue tenia 421 habitants, 154 habitatges, i 121 famílies. La densitat de població era de 406,4 habitants per km².
Dels 154 habitatges en un 39,6% hi vivien nens de menys de 18 anys, en un 59,7% hi vivien parelles casades, en un 14,3% dones solteres, i en un 20,8% no eren unitats familiars. En el 14,9% dels habitatges hi vivien persones soles el 3,9% de les quals corresponia a persones de 65 anys o més que vivien soles. El nombre mitjà de persones vivint en cada habitatge era de 2,73 i el nombre mitjà de persones que vivien en cada família era de 3.
Per edats la població es repartia de la següent manera: un 26,4% tenia menys de 18 anys, un 8,6% entre 18 i 24, un 32,1% entre 25 i 44, un 21,1% de 45 a 60 i un 11,9% 65 anys o més.
L'edat mediana era de 36 anys. Per cada 100 dones de 18 o més anys hi havia 90,2 homes.
La renda mediana per habitatge era de 43.958 $ i la renda mediana per família de 47.969 $. Els homes tenien una renda mediana de 41.000 $ mentre que les dones 29.196 $. La renda per capita de la població era de 18.887 $. Aproximadament el 3,6% de les famílies i el 7,8% de la població estaven per davall del llindar de pobresa.

## Poblacions més properes
El següent diagrama mostra les poblacions més properes.